# Таканен, Йоханнес
Йоха́ннес Та́канен (фин. Johannes Takanen; 8 декабря 1849 дер. Юля-Урпала — 30 сентября 1885 Рим, Италия) — финский скульптор.

## Биография
Родился 8 декабря 1849 года в деревне Юля-Урпала Выборгской губернии в семье батраков. Оба родителя были родом из Элимяки. Они поженились в 1842 году. В 1843 году родилась дочь Мария. В 1844 году семья переехала в Виролахти, где поселилась в деревне Юля-Урпала на ферме, принадлежавшей поместью Ала-Урпала. В настоящее время на месте деревни находится российский таможенно-пограничный пункт Торфяновка. В семье родились еще дети: Хелена в 1846 году, Йоханнес в 1849 году и Анна-Лииса в 1852 году.
В 1852 году, когда Йоханнесу было три года, семья переехала в Силланпяа при Ала-Урпала, когда отец семейства устроился на верфь поместья Фредрика Альфтана. После этого родились ещё дети, из которых выжил только Антти, 1857 года рождения.
Йоханнес посещал школу, организованную в поместье Ала-Урпала. Преподавала там младшая сестра хозяйки поместья Каролина Людекен (Carolina Lydecken). В школе заметили способности мальчика к скульпторе мелких животных. Его отвезли в Выборг для обучения рисованию в школе Бема в Папуле. Рисование в школе преподавал художник из балтийских немцев Теодор Альберт Шпренгель.
Из Выборга Таканен имел возможность поехать в Петербург и продолжить обучение за счёт государства. Но для этого требовалось выучить русский язык. Однако жители Выборга хотели, чтобы он остался в Финляндии и учился в Гельсингфорсе в рисовальной школе Художественного общества Финляндии. Городская буржуазия организовала сбор средств на его дальнейшее обучение и осенью 1865 года 16-летний Йоханнес отправился на учёбу в Гельсингфорс, где был принят в рисовальную школу.
В школе рисования Таканен занимался в специальном «античном» классе, созданном за пару лет до его поступления. Его учителем скульптуры был Карл Энеас Шёстранд, переехавший в Финляндию из Швеции. Обучение продолжалось два года, с 1865 по 1867. На лето он приезжал домой. На собрании Товарищества художников 23 апреля 1866 года Таканен представил копию гипсового медальона с изображением святого Петра. Возможно, это была его первая гипсовая работа. На заседании этого же общества 8 декабря 1866 года упоминается бюст Антиноя, выполненный Таканеном из глины. Йоханнес часто проводил время в студиях Шёстранда и Вальтера Рунеберга. Он также иногда работал на гипсово-бумажной фабрике Брумстрём, которая делала лепные украшения для фасадов зданий. За два года Таканен добился такого прогресса, что он был рекомендован для обучения в аспирантуре по скульптуре в Дании. Ему была предоставлена возможность поехать в Копенгаген для дальнейшего обучения у профессора Германа Вильгельма Биссена и его сына Вильгельма Биссена, также скульптора. Деньги на обучение были получены в виде пожертвований. Муниципалитет Виролахти предоставил грант в размере 1000 финских марок.
Осенью 1867 году Йоханнес Таканен отправился через Стокгольм в Копенгаген. Сперва он работал в мастерской своего учителя, профессора Германа Вильгельма Биссена. В начале 1868 года он смог начать учебу в Датской королевской академии художеств под руководством Биссена. Однако в марте 1868 года 69-летний Биссен скоропостижно скончался. Его сын Вильгельма Биссена стал учителем Таканена. Позднее стажировался у Бертеля Торвальдсена. В это время Академия художеств в Копенгагене процветала, следуя по стопам Бертеля Торвальдсена. До Таканена в этой же академии в течение четырёх лет (1858—1862) учился Вальтер Рунеберг.
В Копенгагене Таканен сначала жил с семьей Томсена, но вскоре ему выделили квартиру в пансионе мисс Зоффман, где жили другие студенты. Там он познакомился с Йенсом Петером Якобсеном, будущим поэтом и писателем, и с Х. С. Водсковым, будущим философом-эстетиком и историком религии. Во время своего пребывания в Копенгагене Таканен зарекомендовал себя как талантливый скульптор. Для датских заказчиков он в основном делал портретные бюсты — много портретов людей, с которыми познакомился в Дании. Он сделал портреты всех членов семьи Томсен, а также членов семьи Голд. Большинство работ Таканена в Дании — это портреты, либо рельефные медальоны, либо бюсты. На них изображены его друзья или люди, которым Таканен чувствовал себя обязанным. Работой на заказ был портрет актера и театрального режиссера Северина Абрахамса. Самая известная работа, выполненная в Копенгагене, — статуя Вяйнямёйнена, играющего на кантеле, отлитая из цинка в 1873 году по заказу барона Николаи для усадьбы Монрепо близ Выборга. Более ранняя гипсовая статуя Вяйнямёйнена на том же месте была уничтожена в 1871 года. Прежнюю статую сделал датский скульптор Готтхильф Боруп.
Таканен учился в академии шесть лет, с 1867 по 1873 год и за это время закончил все три класса. В этот период Таканен находился под влиянием классического стиля Бертеля Торвальдсена.
В 1873 году Таканен переехал в Рим с государственной субсидией. Как и многих других скульпторов того времени Рим привлекал, казалось бы, хорошими возможностями трудоустройства, дешевым мрамором и художественные традициями. К тому же там уже жил со своей семьей Вальтер Рунеберг. Таканен приехал в студию к другому молодому финскому скульптору Роберту Стигеллу.
В 1878 году финансовое состояние Таканена изменилось к лучшему. Он обручился с итальянкой Джачинтой Бьяваско (Giacinta Biavasco). В феврале 1878 года Таканен отправил своей сестре Хелене в Хельсинки свою фотографию с его невестой.
В Риме Таканен прожил 13 лет до конца жизни.

## Творчество
Наиболее известные работы Таканена — статуи «Ревекка у колодца», «Андромеда», а также статуи Вяйнямёйнена в выборгском парке Монрепо и Александра II в Хельсинки.
«Вяйнемёйнен, играющий на кантеле» (Монрепо, 1873)
Была выполнена скульптором в 1873 году в цинке. Её перевезли в Монрепо и установили на прежнем месте взамен разрушенной в 1871 году вандалами гипсовой скульптуры. В годы Второй Мировой войны статуя вновь была утрачена. Идея о необходимости воссоздания «первого в Европе памятника литературному герою» была высказана в 1988 году Дмитрием Сергеевичем Лихачёвым в документальном фильме «Монрепо». Воссозданная скульптура была торжественно открыта 2 июня 2007 года.
«Памятник Александру II» (Хельсинки, 1894)
Выполнен Йоханнесом Таканеном совместно со скульптором Вальтером Рунебергом и находится перед Кафедральным собором Хельсинки. Был открыт в 1894 году и является главной доминантой Сенатской площади (фин. Senaatintori) в самом центре финской столицы. Александр II изображен в форме финского гвардейского офицера на сейме, созванном в 1863 году. Под ногами императора расположились аллегорические фигуры, олицетворяющие Закон, Труд, Мир и Просвещение.

## Галерея

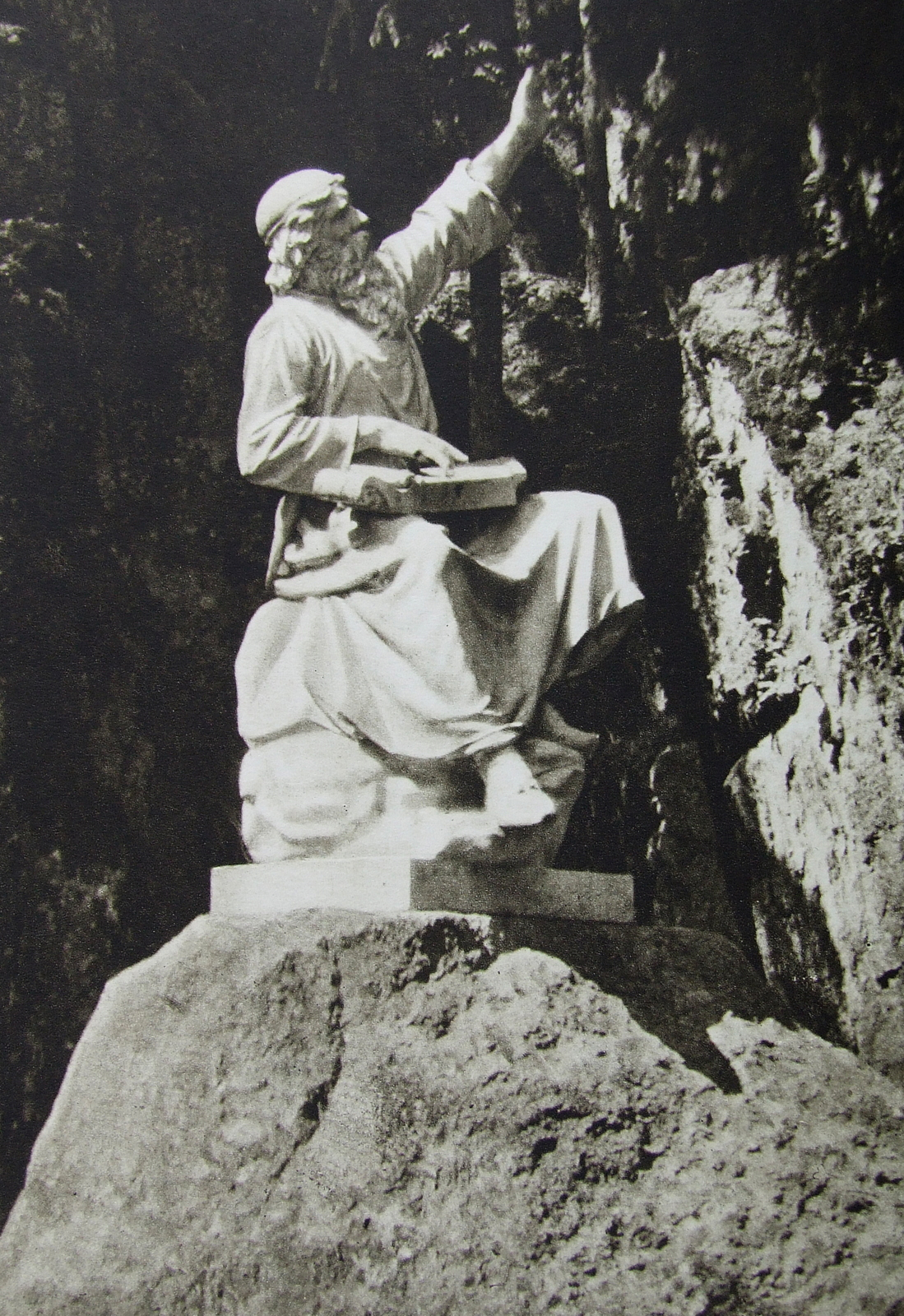
«Вяйнямёйнен, играющий на кантеле» (Монрепо 1873)
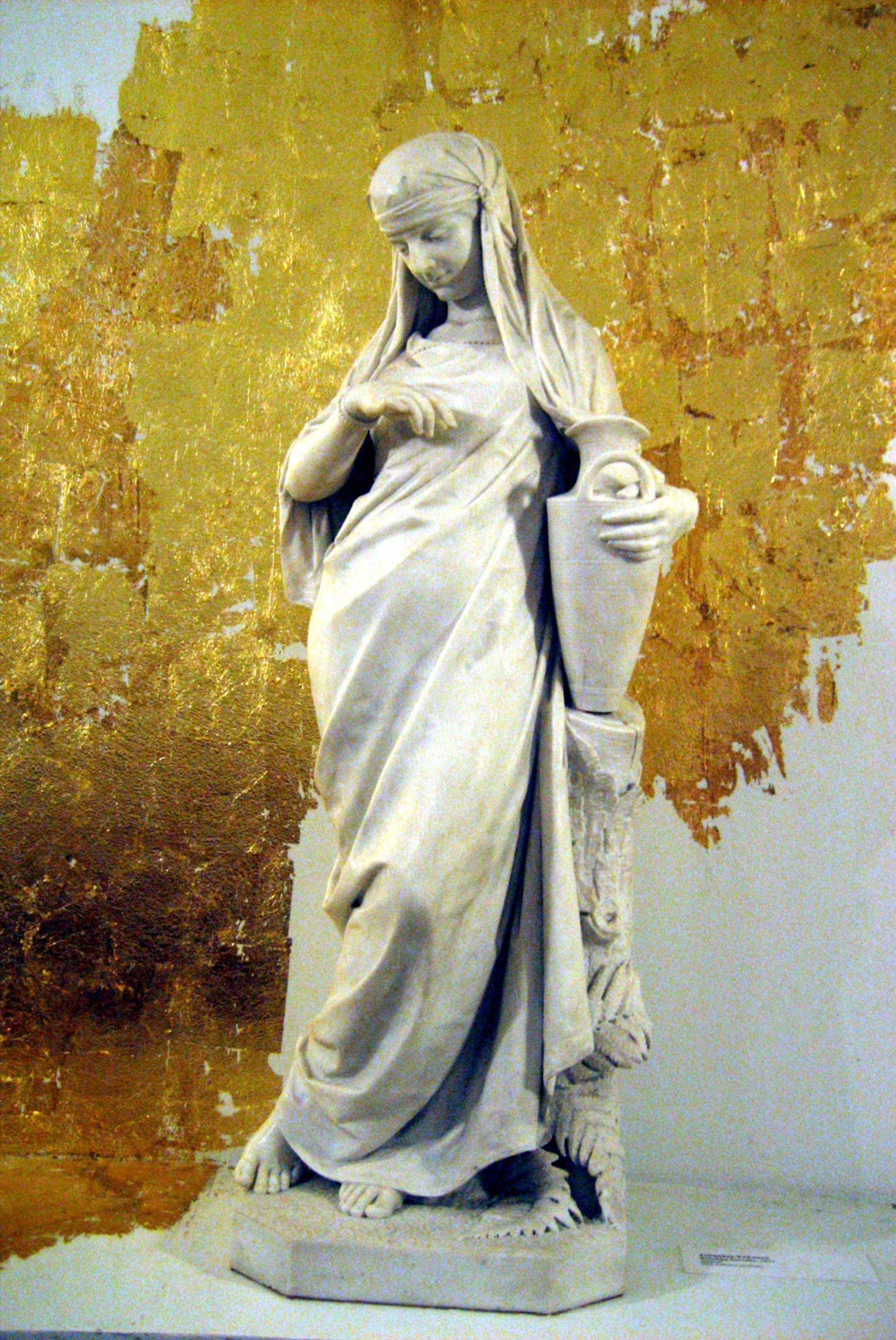
Статуя «Ревекка» (1877)
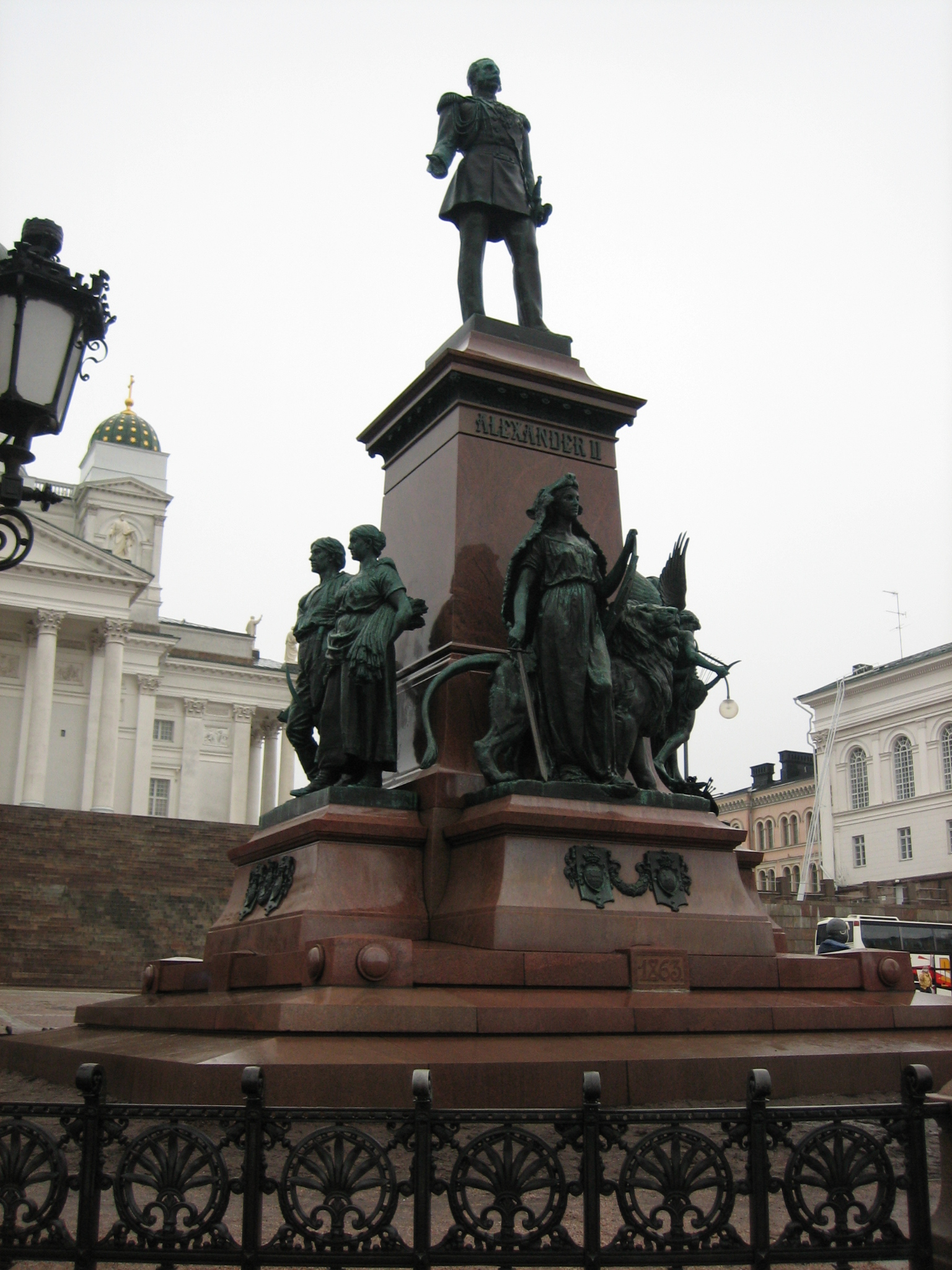
«Памятник Александру II» (1894)